# Emperadriu Masako
L'emperadriu Masako (雅子), nascuda Masako Owada (小和田 雅子, Owada Masako) (Tòquio, 9 de desembre de 1963) és l'emperadriu del Japó (皇后, kōgō) com a cònjuge de l'emperador Naruhito, que va ascendir al Tron del Crisantem l'octubre del 2019.
Diplomàtica de carrera, va entrar a la Casa Imperial del Japó el 9 de juny de 1993 a través del seu matrimoni amb Naruhito, llavors príncep hereu. És la cinquena esposa d'un membre de la família imperial del Japó i la segona emperadriu, que no prové de l'antiga aristocràcia japonesa. Ha tingut amb el seu marit una única filla, la princesa Aiko.

## Orígens i carrera
Masako Owada és la filla gran de Yumiko Egashira (nascuda el 1938) i del diplomàtic i especialista en dret internacional Hisashi Owada (nascut el 1932), que va ser successivament ambaixador japonès a l'OCDE a París del 1988 al 1989 i després a l'ONU del 1994 el 1998; també membre del Tribunal Internacional de Justícia (ICJ) a l'Haia als Països Baixos (va presidir-lo de 2009 a 2012).
El seu pare és descendent del clan Owada. El cap d'aquest clan va ser Shinroku, el quart besavi de Masako, el qual va ser crida a Murakami el 1787 per servir al clan Naito, que el shogunat Tokugawa havia instaurat com a governants de la ciutat 67 anys abans. La seva mare Yumiko és descendent del clan Egashira que va servir als clans Saga a prop de Nagasaki, a l'illa de Kyushu. Un dels Egashira, Yasutaro, va ser comandant d'un cuirassat durant la guerra russa-japonesa.. El pare de Yumiko era un ric banquer que en el moment del seu matrimoni era el director general del Banc Industrial del Japó.

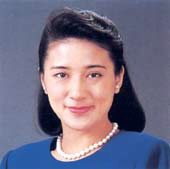
La jove Masako Owada.

Masako té dues germanes bessones més petites, anomenades Setsuko i Reiko, nascudes el 1966 a Ginebra. Va créixer segons les feines del seu pare. Es va mudar amb la seva família, quan tenia dos anys, a Moscou, on va assistir a l'escola durant tot el període de l'escola bressol. De tornada al Japó, va ser alumne a l'escola privada Futaba Gakuen per a nenes catòliques de Den-en-chōfu de Tòquio durant tota primària i fins al segon curs de secundària.
El 1978 al seu pare li van donar plaça com a professor visitant a la Universitat Harvard i el van nomenar viceambaixador de les Nacions Unides. Va ser, doncs, als Estats Units que Masako va acabar la seva formació, on es va graduar a la Belmont High School, una escola pública d'un barri benestant del nord de Boston, Massachusetts.
Per la seva formació en diferents països, Masako parla amb fluïdesa l'anglès i el francès, que va aprendre el 1983 al Centre Universitari d'Estudis Francesos de la Universitat de Grenoble-Alps. També parla molt bé el rus, l'alemany i l'espanyol.

### Estudis diplomàtics i carrera professional
La primer princesa i després emperadriu Masako va obtenir el 1985 una llicenciatura en arts (BA) magna cum laude en economia de la Universitat Harvard, amb una tesi en economometria sobre els efectes de les variacions del preu del petroli en els cicles econòmics del Japó. Posteriorment, també va estudiar un temps, sense obtenir un diploma, a la Universitat de Tòquio fins al 1987. Finalment, va cursar relacions internacionals al Balliol College de la Universitat d'Oxford des del 1988 fins al 1990.
Masako Owada es va incorporar al Ministeri d'Afers Exteriors japonès el 1987 i es va convertir, entre 1987 i 1989, en una de les ajudants en matèria de política exterior del primer ministre Noboru Takeshita, després del seu pare quan va ocupar el càrrec de director general i viceministre d'Afers estrangers. Masako Owada va ser assignada a la divisió nord-americana del ministeri de 1991 a 1993.

## Vida pública
El 1994, la parella va visitar l'Aràbia Saudita, Oman, Qatar i Bahrain. Van visitar Kuwait, els Emirats Àrabs Units i Jordània el 1995, i van tornar a viatjar a Jordània el 1999. El 1999, també van anar a Bèlgica per assistir a les noces del príncep Felip, duc de Brabant. El 2002 van fer una visita a Nova Zelanda i Austràlia.
El 2006, el príncep hereu i la princesa Masako van anar als Països Baixos amb la seva filla, la princesa Aiko, per invitació de la reina Beatriu en una visita privada. El 30 d'abril de 2013, els prínceps imperials del Japó van estar presents a la investidura del rei Guillem-Alexandre dels Països Baixos, amb la que va ser la primera participació oficial de la princesa Aiko a l'estranger amb onze anys. L'octubre de 2014, va estar present en un banquet celebrat en honor del rei Guillem-Alexandre i de la reina Màxima al Palau Imperial de Tòquio, que va ser la seva primera aparició en una cerimònia en onze anys.
El juliol de 2015, la princesa Masako va viatjar a Tonga amb el príncep hereu per assistir a la coronació del rei Tupou VI. Més de 40 membres dels mitjans de comunicació japonesos van cobrir l'esdeveniment, durant el qual la Princesa va rebre una càlida benvinguda.

## Descendència

### Fills

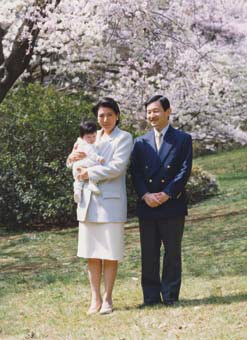
Els prínceps hereus del Japó amb la seva filla Aiko.

El primer embaràs de Masako es va anunciar el desembre de 1999, però va tenir un avortament espontani.
L'emperador i l'emperadriu tenen una filla: Aiko, la princesa Toshi (敬宮愛子内親王, Toshi-no-miya Aiko Naishinnō), nascuda l'1 de desembre de 2001 a l'Hospital de l'Agència Imperial del Palau Imperial de Tòquio.

### Successió
El naixement de la seva filla, que es va produir més de vuit anys després del matrimoni, va provocar un viu debat al Japó sobre si la Llei de la família imperial de 1947 hauria de canviar, cosa que permetria a una dona d'accedir el Tron del Crisantem.
Un grup d'experts designat pel govern va presentar un informe el 25 d'octubre de 2005, recomanant que es modifiqués la Llei de successió imperial per permetre la primogenitura absoluta. El 20 de gener de 2006, el primer ministre Junichiro Koizumi va utilitzar part del seu discurs anual per abordar la controvèrsia i es va comprometre a presentar un projecte de llei al parlament que permetés que les dones pugin al tron. Koizumi no va anunciar un calendari per a la introducció de la legislació ni va proporcionar detalls sobre el seu contingut, però va assenyalar que s'ajustaria a les conclusions del grup d'experts del 2005.

Genalogia de la família imperial japonesa.

Els plans per canviar la llei de successió imperial es van congelar després que al febrer del 2006 es comuniqués que el cunyat de Masako i la seva esposa, el príncep i la princesa Akishino, esperaven el seu tercer fill. El 6 de setembre de 2006, la princesa Akishino va donar a llum un nen, Hisahito, convertint-se virtualment en l'hereu imperial del Japó.